# Teodor Câmpean
Teodor Câmpean (n. 1952) este un fost senator român în legislatura 1996-2000 ales în județul Bistrița-Năsăud pe listele partidului PNȚCD. În cadrul activității sale parlamentare, Teodor Câmpean a fost membru în grupurile parlamentare de prietenie cu Republica Lituania, Republica Elenă, Statul Plurinațional Bolivia și India. Teodor Câmpean a fost membru în comisia pentru agricultură, silvicultură și dezvoltare rurală.
A murit în 2007.